# Virgínia Cavendish
Virgínia Cavendish Moura (ur. 25 listopada 1970 w Recife w stanie Pernambuco, Brazylia), brazylijska aktorka.